# Pseudomiltemia
Pseudomiltemia là một chi thực vật có hoa trong họ Thiến thảo (Rubiaceae).

## Loài
Chi Pseudomiltemia gồm các loài: